# Tag des Wanderns
Der Tag des Wanderns ist ein Aktionstag rund um die Themen Wandern, Wegepflege, Naturschutz, Hütten, Sport, die Förderung von Familien, Jugend, Schulen, Gesundheit, Kultur- und Heimatpflege in Deutschland. Der Tag wurde 2016 vom Deutschen Wanderverband (DWV) ins Leben gerufen und findet, in Anlehnung an das Gründungsdatum des Deutschen Wanderverbandes im Jahre 1883, jährlich am 14. Mai statt.
Ziel des Tag des Wanderns ist es, einer breiten Öffentlichkeit zu zeigen, wie vielfältig das Wandern und das ehrenamtliche Engagement der unter dem Dach des Deutschen Wanderverbandes (DWV) organisierten Menschen für die Gesellschaft ist.
Die Ortsgruppen der Wandervereine bieten an diesem Tag Veranstaltungen im gesamten Bundesgebiet an. Die thematische Vielfalt erstreckt sich hierbei von Gesundheitswanderungen über Markierungskurse bis hin zu Naturschutzaktionen.
Seit 2017 sind jegliche Vereine, Organisationen, Institutionen und Unternehmen (z. B. Schulen, Kindertagesstätten, Umweltverbände, Tourismusorganisationen, Natur- und Nationalparks) dazu aufgerufen, am Tag des Wanderns teilzunehmen.